# 毛德王后山脈

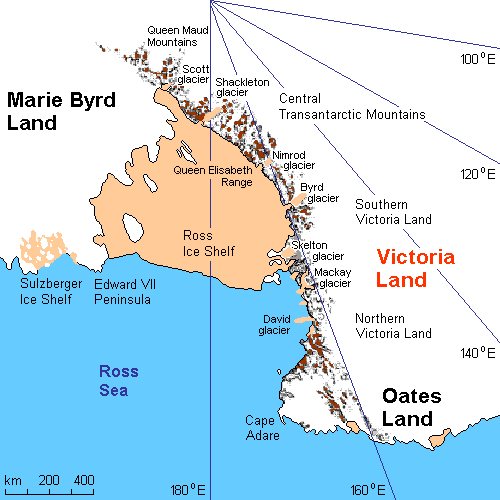

毛德王后山脈（英語：Queen Maud Mountains）是南極洲的山脈，屬於橫貫南極山脈的一部分，南面是羅斯海，最高點海拔高度4,068米，該山脈以挪威的莫德王后命名。
該山脈包含以下山脈︰
- 布什山脈
- 英聯邦山脈
- 多明尼昂山脈
- 哥德山脈
- 赫伯特山脈
- 休斯山脈
- 奧拉夫王子山脈
- 支持者山脈

86°00′S 160°00′W / 86.000°S 160.000°W